# Miejsce adsorpcyjne
Miejsce adsorpcyjne (ang. adsorption site), inaczej centrum adsorpcyjne (ang. adsorption center) – umowne określenie obszaru, na którym następuje adsorpcja cząsteczki adsorbatu. W przypadku adsorpcji zlokalizowanej ma to sens płytkiej studni potencjału adsorpcyjnego, w której cząsteczka jest utrzymywana (lokalizowana) dzięki mniej lub bardziej periodycznym zmianom potencjału oddziaływania adsorbat-adsorbent. W przypadku dużych cząsteczek adsorbatu, może się on adsorbować jednocześnie na wielu miejscach adsorpcyjnych.